# Necropoli vaticana
La necropoli vaticana, ubicata 10 metri in profondità della basilica di San Pietro in Vaticano, sotto l'attuale livello delle Grotte Vaticane, in corrispondenza della navata centrale della stessa basilica, appartiene a un'area funebre di epoca romana, formatasi nel tempo accanto allo scomparso circo di Nerone, dove coesistono tombe pagane e cristiane databili al periodo tra I e IV secolo d.C.

## Il circo e la necropoli

### La zona delVaticanum
In epoca imperiale l'Ager Vaticanus (l'area del Vaticano) era una vasta area, sulla riva destra del Tevere, molto ambita dalle famiglie nobili, che la sceglievano per le loro residenze o per passeggiate tra gli horti (giardini con fontane, piccoli templi e decorazioni); tra questi i più famosi erano quelli di Agrippina Maggiore, che dopo la sua morte furono ereditati dal figlio, l’imperatore Caligola. Questi un tempo si trovavano nella valle a sinistra dell'attuale basilica. L’area era ben collegata al nucleo cittadino tramite due ponti sul Tevere: l'ormai distrutto Pons Neronianus e il Pons Aelius o Pons Hadriani, che oggi dopo numerosi rifacimenti è il famoso Ponte Sant'Angelo.

### L'ippodromo di Caligola
L’ippodromo, conosciuto anticamente con il nome di  circus Gai et Neronis, fu fatto costruire nel 37 d.C. da Caligola
Caligola, per segnarne la spina, fece collocare un obelisco egizio prelevato da Alessandria d'Egitto dove decorava il Forum Julii. L'ippodromo per un lungo periodo fu adibito ad uso privato e non pubblico.

### I sepolcri vaticani
In questa stessa area, dove oggi sorge la basilica petrina, vi era un’area funebre molto grande, che non era compresa tra le mura cittadine, come imposto dalla legge,  utilizzata in larga parte dai liberti schiavi affrancati che avevano fatto fortuna e avevano qui comprato il sepolcro per sé e le proprie famiglie.  Dopo il famoso incendio di Roma nel 64 d.C., Nerone trasformò quel luogo in un macabro palcoscenico per l’esecuzione di molti cristiani, che accusò essere responsabili dell’incendio della città. Fu proprio in questa fase che il circo perse la sua originaria funzione e cominciò gradualmente a ospitare sepolture. 

### Il trofeo di Gaio
Qui trovò la morte per crocifissione, molto probabilmente nei vicini Horti neroniani, il più illustre dei cristiani di allora: l'apostolo Pietro. Secondo un'antichissima tradizione, l’apostolo fu sepolto, tra il 64 e il 67 d.C., in una umile fossa e nella nuda terra, sulle pendici meridionali del Colle Vaticano, proprio davanti al circo, teatro delle feroci persecuzioni dal 54 al 68 d.C. 
Cent’anni dopo il martirio  dell'apostolo, intorno al 160 d.C., fu costruita una piccola edicola funeraria, molto semplice, con due colonnine che sorreggevano una lastra di marmo e un'ulteriore lastra a livello della terra, come un chiusino, ricordata dal presbitero Gaio, chiamata Trofeo di Gaio, punto centrale della necropoli, intorno al quale furono disposte tutte le successive sepolture, che indicò per lungo tempo, ai primi cristiani, la tomba di Pietro, luogo di devoti pellegrinaggi, prima ancora della costruzione della basilica da parte di Costantino. 

## L'interramento
La necropoli si ritrovò interrata quando Costantino, per costruire la primitiva basilica di san Pietro, fece spianare il Colle Vaticano, in modo da avere un altopiano atto all'edificazione, demolendo le volte che fuoruscivano dalla quota prevista, interrando con materiale di riporto tratto dal colle le camere funerarie e livellando la piccola valle, ridotta ad una spianata detta platea Sancti Petri dove furono poste le fondamenta dell'edificio. L'interramento di un'area cimiteriale, presumibilmente ancora in uso nel IV secolo, inconsueto anche sotto il profilo religioso e giuridico ed effettuato con grandi spese, si giustifica con la grande importanza attribuita alla sepoltura dell'apostolo, riconosciuta come autentica.

## Gli scavi
Gli scavi della necropoli furono eseguiti durante il pontificato di papa Pio XII (1939-1958), negli anni compresi tra il 1939 e il 1949. I lavori furono intrapresi a seguito della richiesta di Pio XI. Il pontefice aveva lasciato scritto nel suo testamento di voler essere sepolto in un luogo delle Grotte vaticane il più vicino possibile alla tomba di San Pietro. Poiché l'ambiente scelto dal defunto papa era angusto, si decise di abbassare il pavimento per rendere più agevole il lavoro. Poco tempo dopo comparvero le tracce di un’edicola del II secolo d.C. che gli studiosi, fonti e reperti alla mano,  riconobbero subito come tomba di san Pietro. Ma non solo, gli ulteriori scavi portarono alla scoperta di quello che inizialmente fu interpretato come i resti di un sarcofago, ma che ad un più attento esame si rivelò essere il cornicione di un edificio di epoca romana.
All'iniziare gli scavi apparve una duplice fila di edifici sepolcrali, disposti sul pendio del Colle Vaticano, erano posti l'uno accanto all'altro da ovest verso est, costruiti con muratura in laterizio e gli interni ricchi di stucchi, pitture e mosaici. 
Gli scavi portarono quindi alla luce una necropoli il cui nucleo principale risale al II secolo e che risulta utilizzata per un lungo periodo compreso tra il I secolo e l'inizio del IV.
La profondità della necropoli varia dai 12 ai 5 metri rispetto al livello del pavimento dell'attuale basilica. Gli scavi non hanno portato alla luce tutta la necropoli: parte di essa è ancora interrata ed inesplorata.
I mausolei rinvenuti appartenevano a famiglie di ricchi liberti, ed erano costituiti da grandi stanze coperte a volta, spesso con un recinto antistante, e dotati di terrazzo, a cui si accedeva tramite scala esterna. I defunti ivi sepolti potevano essere sia cremati che inumati. L'interno delle stanze sepolcrali era interamente ornato: pitture, stucchi, e talvolta anche mosaici.
Gli scavi vennero condotti su un'area complessiva di metri 69 x 18. Il cimitero che venne riportato alla luce era "a cielo aperto". Un'angusta stradina risaliva il colle vaticano, e ai suoi lati si trovano gli edifici dalle eleganti facciate in laterizio. Tutti gli edifici erano rivolti verso il circo di Nerone, che verosimilmente fu il luogo del martirio dell'Apostolo Pietro.

### La tomba di Pietro
La tomba di Pietro fu individuata presso il "Campo P", nella zona ovest della necropoli, dove la pietà dei cristiani aveva edificato una piccola edicola già intorno alla metà del II secolo.
A parte la tomba di Pietro, l'elemento più significativo, più grande e più lussuoso della necropoli è il mausoleo dei Valerii. È una tomba romana decorata con eccellenti stucchi, colori vivaci, e affreschi che imitano il marmo policromo. Eretto poco dopo la metà del II secolo, si trova al centro della necropoli.

## Il restauro

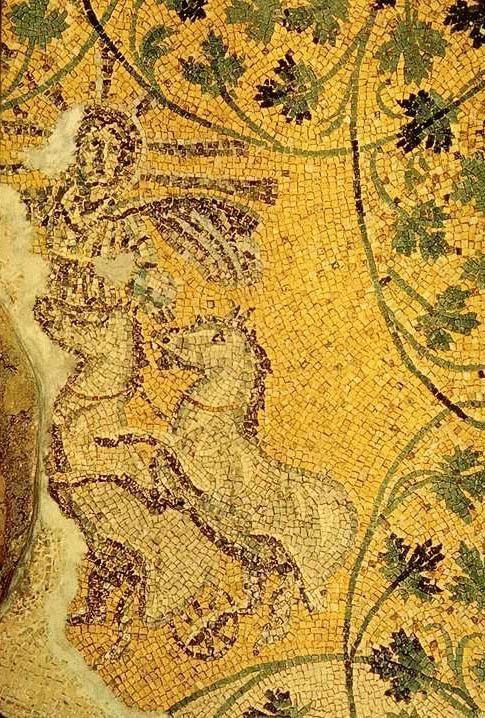
Mosaico rinvenuto nella necropoli vaticana, rappresentante Cristo come Sol Invictus

Nel 1998 furono avviati i lavori di restauro nella necropoli vaticana, sotto la responsabilità della Fabbrica di San Pietro e con il contributo dell'Enel. Scopo dei lavori era quello di conservare le strutture murarie, gli stucchi e gli affreschi, e di installare un impianto di illuminazione che valorizzasse gli edifici sepolcrali e in particolare la tomba di Pietro. Particolare cura venne posta nel generare un'illuminazione che riproducesse la situazione originaria della necropoli all'aperto.
Il restauro è stato preceduto da un'accurata indagine rivolta allo studio del microclima, all'individuazione dei microrganismi biodeteriogeni presenti, e all'analisi delle salificazioni rinvenute sui muri e sugli affreschi.
Allo scopo di proteggere l'equilibrio termoigrometrico tra l'interno delle strutture e l'ambiente circostante, alcuni mausolei sono stati chiusi con porte di cristallo. Barriere simili ma capaci di aprirsi automaticamente sono state collocate presso l'ingresso degli scavi e lungo il percorso della necropoli. Flussi di aria filtrata ed umidificata, spinte all'interno attraverso apposite botole, hanno migliorato altresì le condizioni microclimatiche degli scavi.
Durante il restauro sono stati individuati gli agenti migliori per evitare l'aggressione microbiologica (batteri, funghi e alghe) e chimica (sali, più precisamente solfati, nitrati e cloruri). Inoltre gli affreschi hanno ricevuto interventi consolidanti agli intonaci, e i pigmenti sono stati riancorati al loro substrato.

## La visita alla necropoli
Il flusso di visitatori non è stato interrotto durante i lavori di restauro.
Oggi i visitatori sono ammessi in piccoli gruppi attorno alle dieci persone accompagnate da una guida. Occorre prenotarsi con dovuto anticipo, perché le condizioni imposte per la conservazione limitano il flusso giornaliero di visitatori.
La visita guidata dura circa un'ora e mezza, e termina presso la tomba di Pietro. Da lì si risale quindi alla basilica vaticana.
È responsabile della conservazione e del restauro della necropoli la Fabbrica di San Pietro, presieduta dal cardinal Mauro Gambetti.

## Elenco pontefici sepolti nella Necropoli vaticana
Escludendo la Tomba di Pietro, la Necropoli ospita a tutt'oggi 11 sommi pontefici, di cui 7 probabili:
- San Lino;
- San Cleto;
- Sant'Evaristo;
- Alessandro I (?);
- San Sisto I (?);
- San Telesforo (?);
- Sant'Igino (?);
- San Pio I (?);
- San Sotero;
- Sant'Eleuterio (?);
- San Vittore I (?).